# Barusia
Genre
Barusia est un genre d'araignées aranéomorphes de la famille des Leptonetidae.

## Distribution
Les espèces de ce genre se rencontrent en Croatie, au Monténégro et en Grèce.

## Liste des espèces
Selon World Spider Catalog (version 14.5, 2014) :
- Barusia hofferi (Kratochvíl, 1935)
- Barusia insulana (Kratochvíl & Miller, 1939)
- Barusia korculana (Kratochvíl & Miller, 1939)
- Barusia laconica (Brignoli, 1974)
- Barusia maheni (Kratochvíl & Miller, 1939)

## Publication originale
- Kratochvíl, 1978 : Araignées cavernicoles des îles dalmates. Prirodovedne Prace Ustavu Ceskoslovenske Akademie Ved v Brne, vol. 12, no 4, p. 1-59.